# Gymnelus gracilis
Gymnelus gracilis és una espècie de peix de la família dels zoàrcids i de l'ordre dels perciformes.

## Morfologia
- Els mascles poden assolir 8,2 cm de longitud total.
- Nombre de vèrtebres: 94-98.[4][5]

## Hàbitat
És un peix marí i demersal que viu fins als 105 m de fondària.

## Distribució geogràfica
Es troba a la costa pacífica de Kamtxatka.

## Observacions
És inofensiu per als humans.